# Liste der Bischöfe von Málaga
Die folgenden Personen waren Bischöfe von Málaga (Spanien):
- Heiliger Patricio (290–304?)
- Severo (578–601)
- Januario (602–616?)
- Teodulfo (617–633?)
- Tunila (634–653?)
- Samuel (678–690?)
- Honorio (690–711?)
- Amalsuindo (838–844?)
- Hostegesis (845–864?)
- Julián (um 1117)
- Fernando Verguera (1420–1430?) (Titularbischof)
- Fernando de Algaria (1430–1432?) (Titularbischof)
- Martín de las Casas (1433–1441?) (Titularbischof)
- Rodrigo de Soria (1458–1486) (Titularbischof)
- Pedro Díaz de Toledo y Ovalle (1487–1494)
- Diego Ramírez de Villaescusa de Haro (1500–1518)
- Rafael Riario (1518–1519)
- César Riario (1519–1540)
- Bernardo Manrique, O.P. (1541–1564) (Haus Manrique de Lara)
- Francisco Blanco Salcedo (1565–1574) (auch Erzbischof von Santiago de Compostela)
- Francisco Pacheco de Córdoba (1574–1587) (auch Bischof von Córdoba)
- Luis García Haro de Sotomayor (1587–1597)
- Diego Aponte Quiñones, O.S. (1598–1599)
- Tomás de Borja (1600–1603) (auch Erzbischof von Saragossa)
- Juan Alonso Moscoso (1603–1614)
- Luis Fernández de Córdoba (1615–1622) (auch Erzbischof von Santiago de Compostela)
- Francisco Hurtado de Mendoza y Ribera (1622–1627) (auch Bischof von Plasencia)
- Gabriel Trejo Paniagua (1627–1630)
- Antonio Henriquez Porres, O.F.M. (1633–1648)
- Alfonso de la Cueva-Benavides y Mendoza-Carrillo (1648–1655)
- Diego Martínez Zarzosa (1656–1658)
- Antonio Piñahermosa (1659–1661)
- Alonso Henríquez de Santo Tomás (1664–1691)
- Bartolomé Espejos y Cisneros (1693–1704)
- Francisco de San José, O.F.M. (1704–1713)
- Manuel de Santo Tomás Mendoza, O.P. (1713–1717)
- Giulio Alberoni (1717–1725)
- Diego González Toro y Villalobos (1725–1734) (auch Bischof von Cuenca)
- Gaspar de Molina y Oviedo, O.S.A. (1734–1744)
- Juan Eulate Santacruz (1745–1755)
- José Francis Laso de Castilla (1755–1774)
- Juan Molina Lario y Navarro (1776–1783)
- Manuel Ferrer y Figueredo (1785–1799)
- José Vicente Lamadrid (1800–1809)
- Ildefonso Cañedo Vigil (1814–1825) (auch Erzbischof von Burgos)
- Manuel Martínez Ferro, O. de M. (1825–1827)
- Juan Francisco Martínez Castrillón (1828)
- Juan Nepomuceno Gómez Durán (1829–1830)
- Juan José Bonel y Orbe (1830–1833) (auch Bischof von Córdoba)
- José Gómez Navas, T.O.R. (1833–1835)
- Valentín Ortigosa (1836–1841)
- Mariano Ruiz Navamuel (1841)
- Salvador José Reyes García de Lara (1848–1851) (auch Erzbischof von Granada)
- Juan Nepomuceno Cascallana Ordóñez (1851–1868)
- Esteban Pérez Fernández (1868–1878)
- Zeferino González y Díaz Tuñón, O.P. (1874–1875) (Elekt)
- Manuel Gómez-Salazar y Lucio-Villegas (1879–1886) (auch Erzbischof von Burgos)
- Sel. Marcelo Spínola y Maestre (1886–1895) (auch Erzbischof von Sevilla)
- Juan Muñoz y Herrera (1895–1919)
- Sel. Manuel González García (1920–1935) (auch Bischof von Palencia)
- Balbino Santos y Olivera (1935–1946) (auch Erzbischof von Granada)
- Ángel Kardinal Herrera Oria (1947–1966)
- Emilio Benavent Escuín (1967–1968) (auch Koadjutorerzbischof von Granada)
- Ángel Suquía Goicoechea (1969–1973) (auch Erzbischof von Santiago de Compostela)
- Ramón Buxarrais Ventura (1973–1991)
- Antonio Dorado Soto (1993–2008)
- Jesús Esteban Catalá Ibáñez (2008–2025)
- José Antonio Satué Huerto (seit 2025)